# Arzrunita
L'arzrunita és un mineral de la classe dels sulfats. Rep el seu nom d'Andreas Arzruni (1847-1898), professor de mineralogia a Aquisgrà, Alemanya, qui va identificar per primera vegada el mineral.

## Característiques
L'arzrunita és un sulfat de possible fórmula química Cu₄Pb₂(SO₄)(OH)₄Cl₆·2H₂O. Tot i que es tracta d'una espècie reconeguda per l'Associació Mineralògica Internacional, és un mineral incert i possiblement es tracti d'una barreja. Cristal·litza en el sistema ortoròmbic. Es troba en forma de druses de cristalls prismàtics diminuts amb {110}, {010} i {001}, i amb cares petites de modificació de {111} i {021}.
Segons la classificació de Nickel-Strunz, l'arzrunita pertany a «07.DF - Sulfats (selenats, etc.) amb anions addicionals, amb H₂O, amb cations de mida mitjana i grans» juntament amb els següents minerals: uklonskovita, caïnita, natrocalcita, metasideronatrita, sideronatrita, despujolsita, fleischerita, schaurteïta, mallestigita, slavikita, metavoltina, lannonita, vlodavetsita, peretaïta, gordaïta, clairita, elyita, yecoraïta, riomarinaïta, dukeïta i xocolatlita.

## Formació i jaciments
Va ser descoberta a la mina de Buena Esperanza, a Challacollo, a la província d'Iquique, regió de Tarapacá, Xile. També ha estat descrita a la mina Maria (Attica, Grècia).